# Fanny Brice
Fanny Brice, nome artístico de Fania Borach (Nova Iorque, 29 de outubro de 1891 — Beverly Hills, 29 de maio de 1951) foi uma atriz de teatro, rádio e cinema norte-americana.
Fez muito sucesso na Broadway, participando dos espetáculos de Florenz Ziegfeld. No cinema participou de apenas sete filmes e fez sucesso no rádio.
Em 1968 foi produzido um filme sobre a sua vida, com Barbra Streisand no papel de Fanny Brice. Foram produzidos dois filmes sobre sua vida: Funny Girl em 1968 e Funny Lady em 1975.
Foi casada três vezes e teve dois filhos com seu segundo marido, Jules Arnstein.
Fanny Brice morreu em 1951 de hemorragia cerebral aos 59 anos. Encontra-se sepultada no Westwood Village Memorial Park Cemetery, Los Angeles, Condado de Los Angeles, Califórnia nos Estados Unidos.

## Filmografia
- Ziegfeld Follies (1946)
- Everybody Sing (1938)
- Hollywood Goes to Town (1938)
- The Great Ziegfeld (1936)
- Paramount Headliner: Broadway Highlights No. 1 (1935)
- Crime Without Passion (1934)
- The Man from Blankley's (1930)
- Be Yourself! (1930)
- Night Club (1929/I)
- My Man (1928)